# Giải vô địch bóng đá nữ châu Âu 1993
Giải vô địch bóng đá nữ châu Âu 1993 do UEFA tổ chức được tiến hành từ ngày 29 tháng 6 đến ngày 4 tháng 7 năm 1993 tại Ý. Đội tuyển bóng đá nữ quốc gia Na Uy đã thắng đội tuyển Ý với tỉ số 1-0 trong trận chung kết.

## Bán kết
| Na Uy        | 1–0 | Đan Mạch |
| ------------ | --- | -------- |
| Andersen 63' |     |          |

| Ý                 | 1–1 (s.h.p.) | Đức      |
| ----------------- | ------------ | -------- |
| Morace 63'        |              | Mohr 56' |
| Loạt sút luân lưu |              |          |
|                   | 4-3          |          |

## Tranh hạng ba
| Đan Mạch                        | 3–1 | Đức         |
| ------------------------------- | --- | ----------- |
| Mackensie 10', 42' · Nissen 35' |     | Meinert 31' |

## Chung kết
| Na Uy       | 1–0 | Ý |
| ----------- | --- | - |
| Hegstad 75' |     |   |

## Vô địch
| Vô địch Giải bóng đá nữ châu Âu 1993 |
| ------------------------------------ |
| · Na Uy · Lần thứ hai                |

## Cầu thủ ghi bàn
2 bàn
- Susan Mackensie

1 bàn
| - Hanne Nissen - Maren Meinert - Heidi Mohr | - Birthe Hegstad - Anne Nymark Andersen - Carolina Morace |